# Brodka
Brodka, celým jménem Monika Maria Brodka (7. února 1988 v Żywci) je polská zpěvačka, skladatelka, textařka a kytaristka. Je členkou Polské společnosti fonografického průmyslu neboli ZPAV. V roce 2004 vyhrála finále třetího ročníku populárního televizního pořadu Idol, poté vydala své debutové studiové album s názvem Album, za které obdržela Zlatou desku s 35 tisíci prodanými nosiči. Vydala celkem pět studiových alb a získala postupně sedm polských hudebních cen Fryderyk.
Zpočátku se věnovala populární hudbě, ale v pozdějších letech se prosadila v alternativních hudebních žánrech i na divadelních prknech. Její písně oscilují mezi mnoha hudebními styly, proto bývá často nazývána jako hudební experimentátorka.

## Mládí
Pochází z Twardorzeczky, vesnice nedaleko města Żywiec. Brodka vyrůstala v rodině horalů s mnoha hudebními tradicemi. V šesti letech se začala učit hrát na housle. Následně vystudovala jazykové gymnázium Mikuláše Koperníka v obci Żywiec.

## Hudební kariéra

### Počátky
V roce 2003 se zúčastnila třetího ročníku televizního programu stanice Polsat nazvaného Idol. V lednu 2004 vyhrála jeho finále se ziskem 69% hlasů všech diváků. 27. září 2004 vydala své debutové mini-album s názvem Mini Album vol. 1., po němž následovalo 25. října Mini Album vol. 2. První dlouhohrající album nazvané lakonicky Album se v Polsku umístilo na 8. místě žebříčku OLiS. V roce 2005 byla nominována na hudební cenu Fryderyk v kategoriích: popové album roku, nová tvář a zpěvačka roku.

### Spolupráce a popularita
20. listopadu 2006 vydala své druhé studiové album s názvem Moje písničky (Moje piosenki). V této době také začala spolupracovat na hudbě k soundtrackům polských filmů a seriálů, například úvodní píseň ke komediálnímu seriálu BrzydUla stanice TVN. V září roku 2010 vydala své třetí studiové album s názvem Granda. V listopadu 2011 za jeho prodej získala dvojitou platinovou desku. 30. května 2012 vydala digitálně vydala své třetí minialbum s názvem Lax, kterou natočila kompletně v Red Bull Studio v Los Angeles a produkoval ji Bartosz Dziedzic. EP bylo propagováno singly Varsovie, ke kterému byl vytvořen videoklip v režii Antoniho Nykowského a remixem písně Dancing Shoes od kapely Kamp!

### Experimenty
V květnu roku 2016 vyšlo ve spolupráci s londýnským labelem PIAS a Kayax další album s názvem Clashes, které produkoval hudební producent Noah Georgeson. Brodka album propagovala singly několika singly (Horses, My Name Is Youth, Santa Muerte, Up in the Hill), ke kterým sama režírovala videoklipy. Za toto album získala rovněž platinovou desku. Ve stejném roce poprvé navštívila Českou republiku na festivalu Colours a získala si tak povědomí i u českého publika.
V roce 2018 se připojila ke skupině umělců spolupracujících s MTV Unplugged. Výsledkem spolupráce bylo album představující zpěvaččin průřezový materiál v unplugged verzi a také série koncertů během dvou turné. V červenci nahrála v duetu s Agim Dżeljilji coververzi písně Izabely Trojanowské Všechno, co dnes chci (Wszystko czego dziś chcę) pro soundtrack k seriálu Bažina (Rojst) stanice Showmax. V květnu 2020 se během pandemie covidu-19 zúčastnila kampaně #hot16challenge2, která propagovala fundraising pro zdravotnický personál.
V roce 2022 vydává novou desku Sadza (která vychází i v rozšířené verzi Deluxe), v roce 2024 odehraje čtyři koncerty ve Vroclavi, Varšavě, Poznani a Katovicích.

## Nehudební aktivity
Pětkrát byla hostem talkshow Kuby Wojewódzkého. Na jaře 2011 byla poradkyní porotce Czesława Mozila v prvním ročníku polské verze zábavného programu X Factor. Zahrála si epizodní roli Kingy v 52. epizodě série Polsat Vlna zločinu (Fala zbrodni) v roce 2006. Poskytla hlas Karai dabingu v animovaném filmu Želvy nindža z roku 2007.  V roce 2019 se objevila také v polském spotu propagujícím populární sérii Stranger Things televizní stanice Netflix. V letech 2016–2018 pak na třetím programu Polského rozhlasu moderovala svůj týdenní hudební pořad Lamenty i odmęty. Monika Brodka je rovněž známá také svými zajímavými módními kreacemi, které hojně představuje i během koncertních vystoupení.

## Diskografie

### Studiová alba
- Album (2004)
- Moje písně (2006)
- Granda (2010)
- Clashes (2016)
- Brut (2021)

### Živá alba
- MTV Unplugged Brodka (2018)

### Mini alba
- Mini Album vol. 1 (2004)
- Mini Album vol. 2 (2004)
- LAX (2012)
- Sadza (2022)

## Galerie

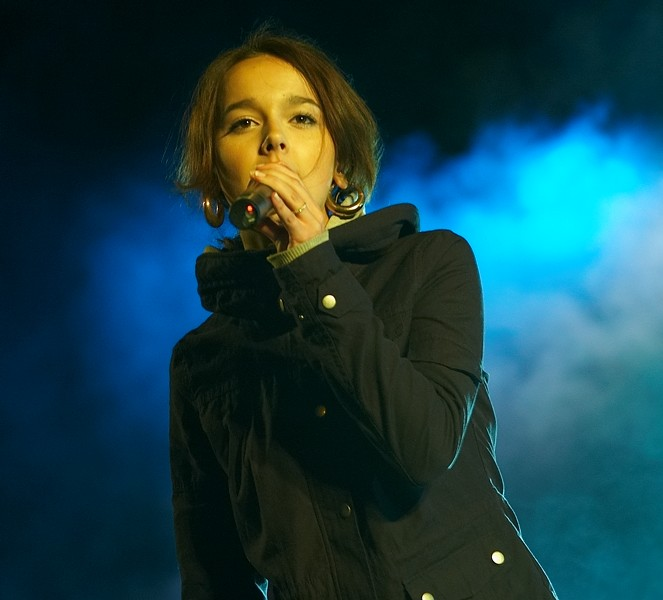
Monika Brodka v soutěži Idol
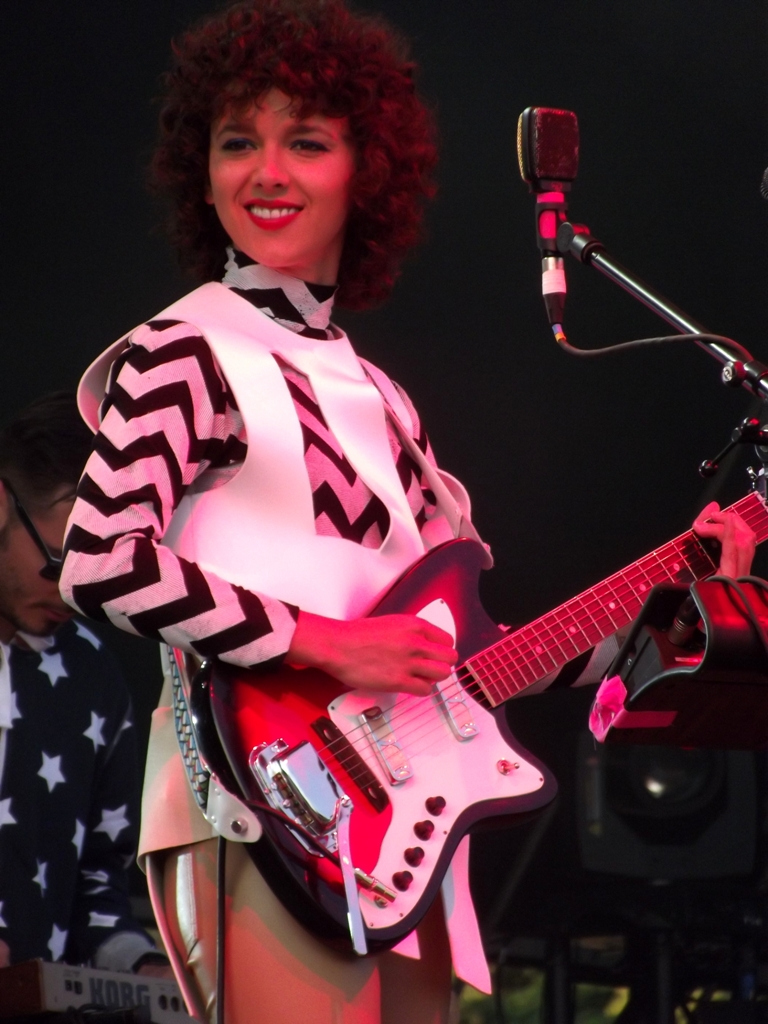
Brodka v roce 2013
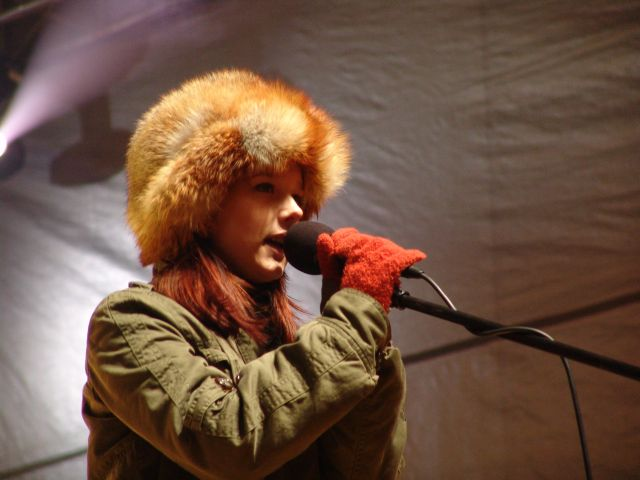
Brodka v roce 2005
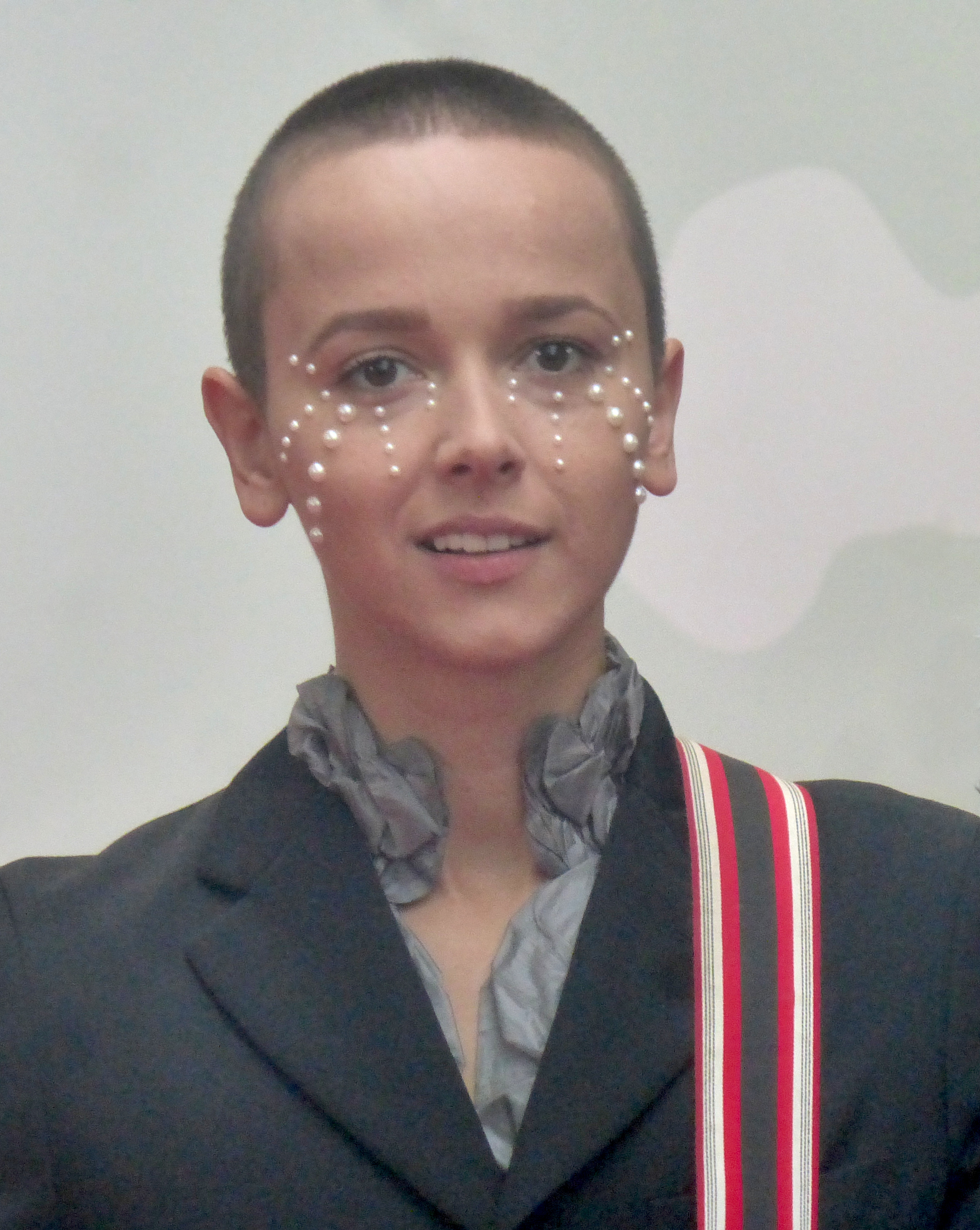
Brodka v roce 2017, Japonsko
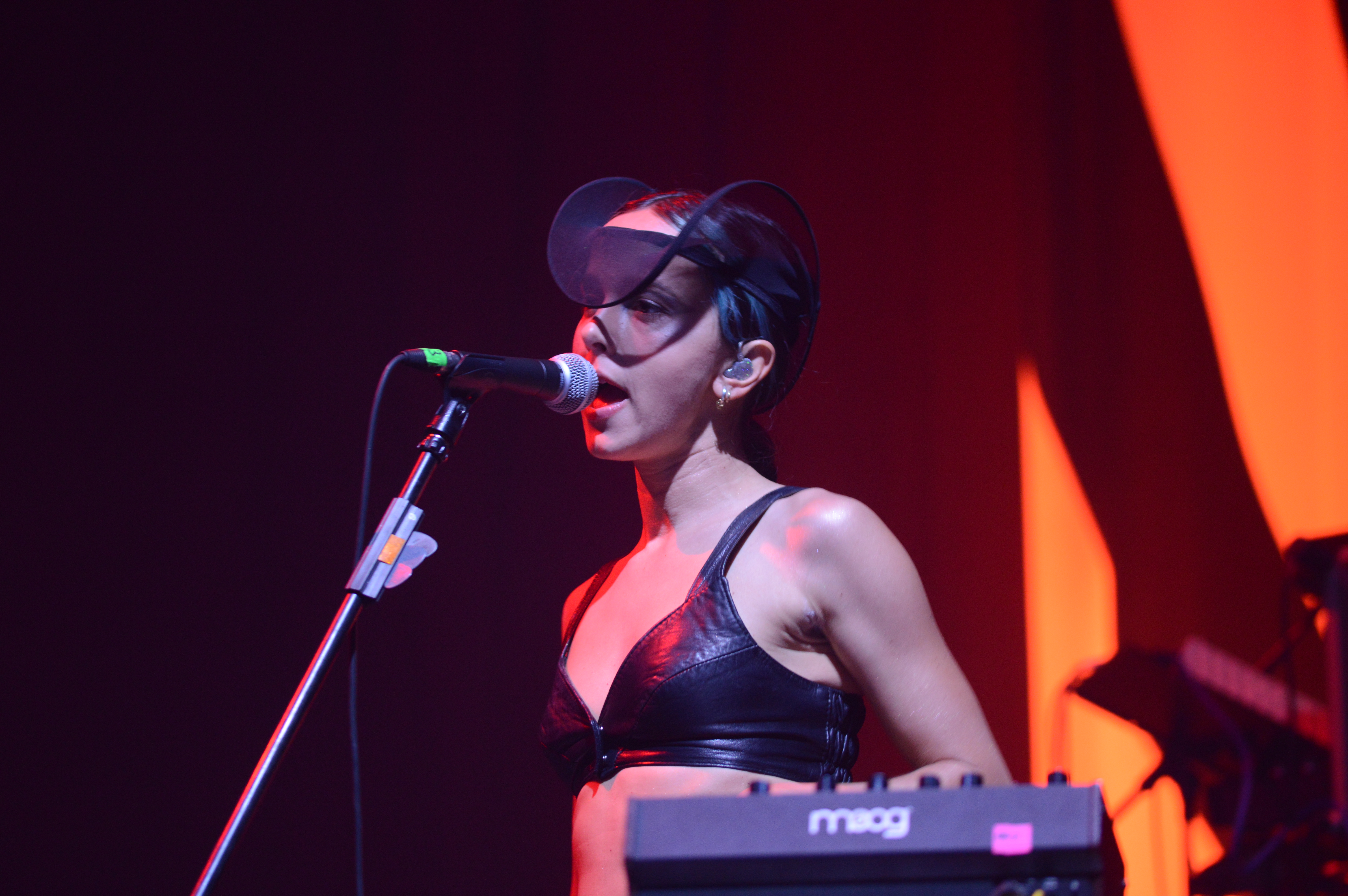
Brodka na koncertě v roce 2022
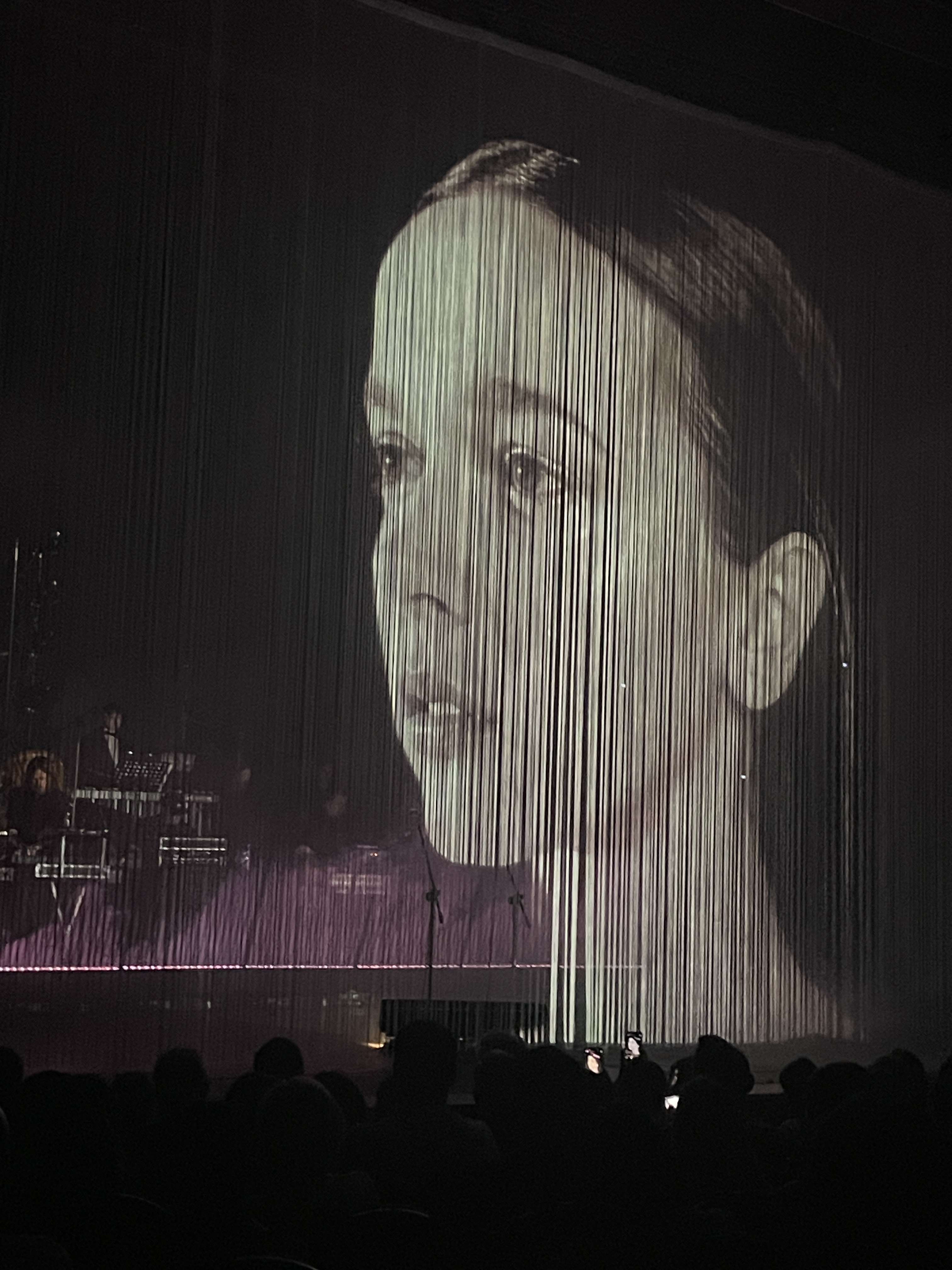
Brodka v roce 2024
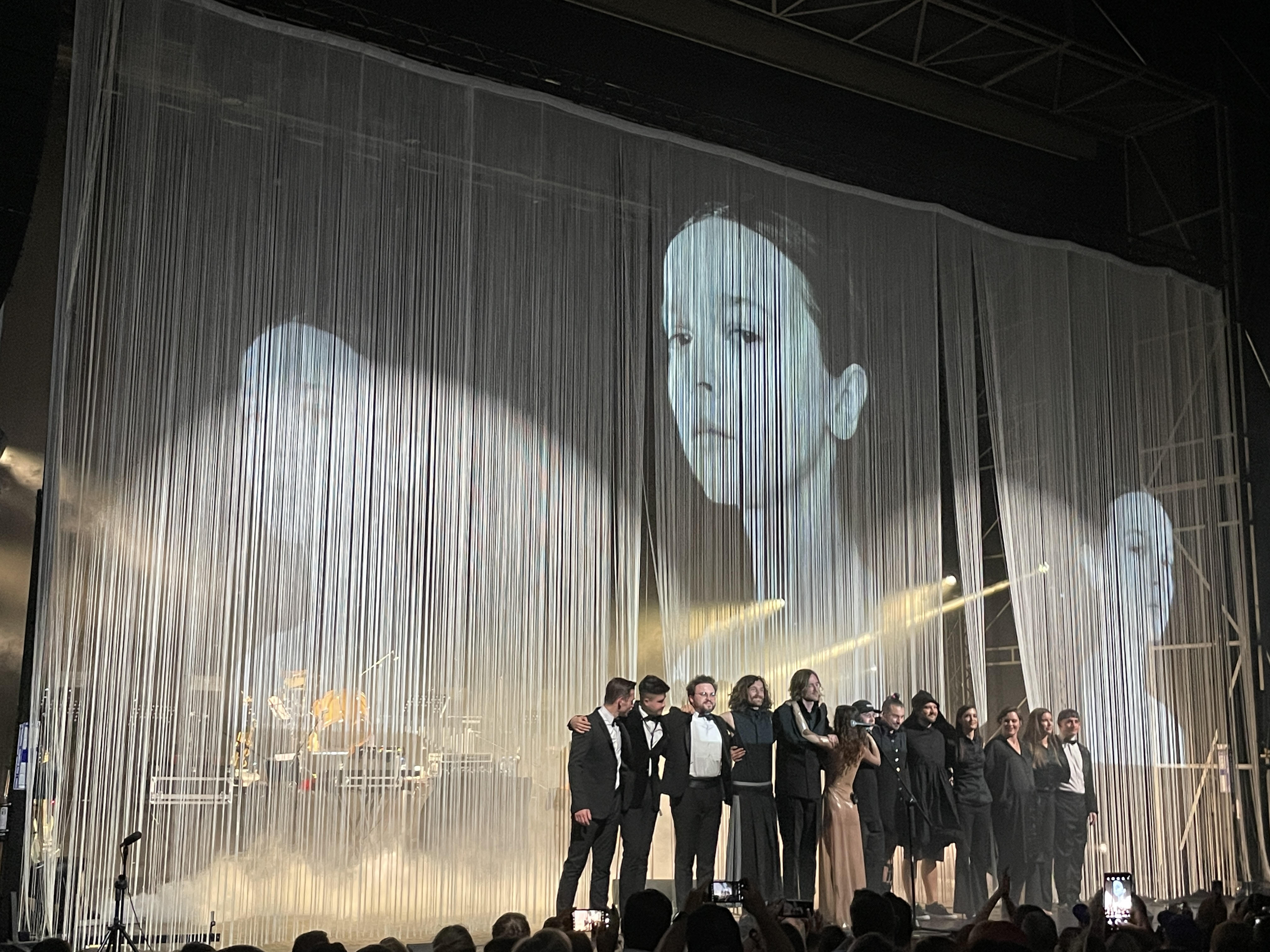
Brodka s kapelou v roce 2024

## Ceny a ocenění
| Rok  | Kategorie                                   | Cena                                      | Výsledek   |
| ---- | ------------------------------------------- | ----------------------------------------- | ---------- |
| 2004 | –                                           | Idol                                      | Vítězka    |
| 2004 | Estrada                                     | Paszport „Polityki”                       | Nominace   |
| 2005 | Album roku v kategorii pop (Album)          | Fryderyk                                  | Nominace   |
| 2005 | Nová tvář fonografie                        | Fryderyk                                  | Nominace   |
| 2005 | Zpěvačka roku                               | Fryderyk                                  | Nominace   |
| 2005 | Debut Roku                                  | Eska Music Awards                         | Vítězka    |
| 2005 | Premiery („Miałeś być”)                     | 42. KFPP                                  | Velká cena |
| 2005 | Debut                                       | Superjedynki                              | Vítězka    |
| 2005 | Nejlepší polský umělec                      | MTV Europe Music Awards 2005              | Nominace   |
| 2005 | Deska pololetí („Miałeś być”)               | Hlasování diváků Interia.pl               | Vítězka    |
| 2010 | Umělec desetiletí                           | Viva Comet Awards                         | Nominace   |
| 2010 | Nejhezčí Polka                              | Viva! Najpiękniejsi                       | Nominace   |
| 2011 | Album roku v kategorii pop (Granda)         | Fryderyk                                  | Vítězka    |
| 2011 | Zpěvačka roku                               | Fryderyk                                  | Vítězka    |
| 2011 | Píseň roku („Granda”)                       | Fryderyk                                  | Nominace   |
| 2011 | Píseň roku („W pięciu smakach”)             | Fryderyk                                  | Nominace   |
| 2011 | Videoklip roku („W pięciu smakach”)         | Fryderyk                                  | Nominace   |
| 2011 | Skladatelka roku                            | Fryderyk                                  | Nominace   |
| 2011 | Skladatelka roku                            | Fryderyk                                  | Nominace   |
| 2011 | Grafický obal alba (Granda)                 | Fryderyk                                  | Nominace   |
| 2011 | Hudební produkce roku (Granda)              | Fryderyk                                  | Vítězka    |
| 2011 | Singl roku („W pięciu smakach”)             | Eska Music Awards                         | Nominace   |
| 2011 | Zpěvačka roku                               | Glamour                                   | Vítězka    |
| 2011 | Singl („Krzyżówka dnia”)                    | OGAE Video Contest 2011                   | Nominace   |
| 2011 | Singl („W pięciu smakach”)                  | OGAE Video Contest 2011                   | Nominace   |
| 2011 | Muzyka rozrywkowa – wydarzenie (Granda)     | Cena 3. programu Radio Polska – „Mateusz” | Vítězka    |
| 2012 | Zpěvačka roku                               | Fryderyk                                  | Nominace   |
| 2012 | Videoklip roku („Krzyżówka dnia”)           | Fryderyk                                  | Vítězka    |
| 2012 | Nejlepší polský umělec                      | MTV Europe Music Awards 2012              | Vítězka    |
| 2013 | Album roku (Lax)                            | Fryderyk                                  | Nominace   |
| 2013 | Umělec roku                                 | Fryderyk                                  | Nominace   |
| 2013 | Píseň roku („Varsovie”)                     | Fryderyk                                  | Vítězka    |
| 2017 | Album roku v kat. alternativa (Clashes)     | Fryderyk                                  | Vítězka    |
| 2017 | Singl roku („Up in the Hill”)               | Fryderyk                                  | Nominace   |
| 2017 | Deska roku („Horses”)                       | Fryderyk                                  | Nominace   |
| 2018 | Nejlepší polský umělec                      | MTV Europe Music Awards 2018              | Nominace   |
| 2019 | Nejlepší píseň („Wszystko czego dziś chcę”) | Fryderyk                                  | Nominace   |
| 2021 | Nejlepší polský umělec                      | MTV Europe Music Awards 2021              | Nominace   |
| 2022 | Album roku indie pop (Brut)                 | Fryderyk                                  | Nominace   |
| 2022 | Singl roku („Game Change”)                  | Fryderyk                                  | Vítězka    |
| 2023 | Album roku v kat. alternativa (Sadza)       | Fryderyk                                  | Vítězka    |
| 2023 | Umělec roku                                 | Fryderyk                                  | Nominace   |
| 2023 | Album roku („Sadza”)                        | Fryderyk                                  | Nominace   |
| 2023 | Singl roku („Sadza”)                        | Fryderyk                                  | Vítězka    |